# Murwara (Katni)
Murwara (Katni) là một thành phố và là nơi đặt hội đồng thành phố (municipal corporation) của quận Katni thuộc bang Madhya Pradesh, Ấn Độ.

## Nhân khẩu
Theo điều tra dân số năm 2001 của Ấn Độ, Murwara (Katni) có dân số 186.738 người. Phái nam chiếm 52% tổng số dân và phái nữ chiếm 48%. Murwara (Katni) có tỷ lệ 72% biết đọc biết viết, cao hơn tỷ lệ trung bình toàn quốc là 59,5%: tỷ lệ cho phái nam là 78%, và tỷ lệ cho phái nữ là 65%. Tại Murwara (Katni), 13% dân số nhỏ hơn 6 tuổi.